# Вук (имя)
Вук — мужское имя, распространённое в сербохорватском языке, сербском языке черногорском языке и других языках южных славян. В переводе обозначает «волк».
Традиция связана с магическим приёмом обмана: чтобы нечистая сила не могла навредить ребёнку, её «обманывали», как будто родился не ребёнок, а волчонок. Похожие имена встречаются в других славянских и неславянских языках: болгарском (Вылко, Вылчо, Вылкан), чешском (Влк), венгерском (Фаркаш), немецком (Вольфганг), испанском (Лопе), скандинавских германских (Ульф, Ульв, Варг) и др.

## Известные носители
- Вук Караджич (1787-1864) — сербский просветитель, учёный-филолог, лингвист и этнограф, создатель сербской письменности.
- Вук Бранкович (ок. 1345-1397) — сербский феодал, родоначальник и основатель династии деспотов Бранковичей
- Вук Косача (ум. 1359) — сербский воевода, военачальник царя Стефана Уроша Душана.
- Вук Рашович (род. 1973) — сербский футболист-защитник, с 2015 по 2016 гг. — главный тренер минского «Динамо».
- Вук Радович (род. 1993) — черногорский футболист-вратарь.
- Вук Драшкович (род. 1946) — сербский политик и писатель, министр иностранных дел Сербии в 2004—2007 годах.
- Вук Еремич (род. 1975) — сербский политик, министр иностранных дел Сербии в 2007-2012 годах.
- Вук Костич (род. 1979) — сербский киноактёр.
- Вук Обрадович (род. 1947) — сербский политик, заместитель премьер-министра Сербии Зорана Джинджича.